# Староволя (Воломінський повіт)
Староволя (пол. Starowola) — село в Польщі, у гміні Ядув Воломінського повіту Мазовецького воєводства.
Населення — 291 особа (2011).
У 1975-1998 роках село належало до Седлецького воєводства.

## Демографія
Демографічна структура станом на 31 березня 2011 року:
|          | Загалом | Допрацездатний вік | Працездатний вік | Постпрацездатний вік |
| -------- | ------- | ------------------ | ---------------- | -------------------- |
| Чоловіки | 160     | 46                 | 104              | 10                   |
| Жінки    | 131     | 29                 | 73               | 29                   |
| Разом    | 291     | 75                 | 177              | 39                   |